# Eli’ezer Preminger
Eli’ezer Preminger (hebr.: אליעזר פרמינגר, ur. 13 kwietnia 1920 w Wiedniu, zm. 15 września 2001) – izraelski polityk, w latach 1949–1951 poseł do Knesetu z listy Maki.
W wyborach parlamentarnych w 1949 po raz pierwszy i jedyny dostał się do izraelskiego parlamentu.